# Kenni Sommer
Kenni Sommer (født 2. august 1974) er en dansk tidligere fodboldspiller.
Han har i alt spillet 36 landskampe for diverse ungdomslandshold